# Кобиляни-Скорупкі
Кобиляни-Скорупкі (пол. Kobylany-Skorupki) — село в Польщі, у гміні Репки Соколовського повіту Мазовецького воєводства.
Населення — 40 осіб (2011).
У 1975-1998 роках село належало до Седлецького воєводства.

## Демографія
Демографічна структура станом на 31 березня 2011 року:
|          | Загалом | Допрацездатний вік | Працездатний вік | Постпрацездатний вік |
| -------- | ------- | ------------------ | ---------------- | -------------------- |
| Чоловіки | 23      | 3                  | 17               | 3                    |
| Жінки    | 17      | 3                  | 9                | 5                    |
| Разом    | 40      | 6                  | 26               | 8                    |